# Solleröns socken
Sollerö socken ligger i Dalarna, ingår sedan 1971 i Mora kommun och motsvarar från 2016 Solleröns distrikt.
Socknens areal är 504,50 kvadratkilometer, varav 411,80 land. År 2020 fanns här 1 675 invånare. Tätorten Gesunda samt tätorten och kyrkbyn Sollerön med sockenkyrkan Sollerö kyrka ligger i socknen.

## Administrativ historik
Solleröns församling bildades före 1775 genom en utbrytning ur Mora församling. Mellan 8 mars 1775 och 26 oktober 1888 var socknens namn Sofia Magdalena socken. Socknen blev egen jordebokssocken i anslutning till namnbytet den 26 oktober 1888. 
Vid kommunreformen 1862 övergick socknens ansvar för de kyrkliga frågorna till Solleröns församling och för de borgerliga frågorna till Solleröns landskommun. Landskommunen uppgick 1971 i Mora kommun. Församlingen uppgick 2010 i Mora församling.
1 januari 2016 inrättades distriktet Sollerön, med samma omfattning som församlingen hade 1999/2000.
Socknen har tillhört fögderier, tingslag och domsagor enligt vad som beskrivs i artikeln Dalarna. De indelta soldaterna tillhörde Dalregementet och Mora kompani.

## Geografi
Sollerö socken ligger på ön Sollerön i Siljan och med huvuddelen sydväst om sjön. Socknen har odlingsbygd på ön och vid nära sjön och är i övrigt en kuperad skogsbygd med höjder som i Gesundaberget når 514 och i Säliträdberget når 597 meter över havet.
I socknen finns byarna Häradsarvet, Bengtsarvet, Gruddbo, Utanmyra, Bråmåbo, Kulåra och Bodarna samt därtill hörande fäbodar där de största är Gesunda, Ryssa, Mångberg med flera.

## Fornlämningar
Cirka 25 boplatser från stenåldern och 40 vikingatida gravar är funna. Dessutom har  slagg från lågteknisk järnhantering påträffats.

## Namnet
Namnet (1325 Sold, 1566 Solrön) innehåller i förleden en variant av sol och syftar på att ön under vissa förhållanden är solbelyst medan omgivningen kan vara i skugga av moln.

## Befolkningsutveckling
Folkmängden i Mora församling, som då inkluderade Sollerön, Venjan och Våmhus, var 20 153 år 2010.
| Befolkningsutvecklingen i Solleröns socken 1780–2020 | Befolkningsutvecklingen i Solleröns socken 1780–2020 | Befolkningsutvecklingen i Solleröns socken 1780–2020 | Befolkningsutvecklingen i Solleröns socken 1780–2020 | Befolkningsutvecklingen i Solleröns socken 1780–2020 |
| --- | ---------------------------------------------------- | ---------------------------------------------------- | ---------------------------------------------------- | ---------------------------------------------------- |
| |                                                      |                                                      |                                                      |                                                      |
| År |                                                      |                                                      | Folkmängd                                            |                                                      |
| 1780 | 1780                                                 |                                                      | 1 123                                                |                                                      |
| 1790 | 1790                                                 |                                                      | 1 309                                                |                                                      |
| 1800 | 1800                                                 |                                                      | 1 450                                                |                                                      |
| 1810 | 1810                                                 |                                                      | 1 364                                                |                                                      |
| 1820 | 1820                                                 |                                                      | 1 435                                                |                                                      |
| 1830 | 1830                                                 |                                                      | 1 591                                                |                                                      |
| 1840 | 1840                                                 |                                                      | 1 531                                                |                                                      |
| 1850 | 1850                                                 |                                                      | 1 572                                                |                                                      |
| 1860 | 1860                                                 |                                                      | 1 710                                                |                                                      |
| 1870 | 1870                                                 |                                                      | 1 765                                                |                                                      |
| 1880 | 1880                                                 |                                                      | 1 853                                                |                                                      |
| 1890 | 1890                                                 |                                                      | 1 783                                                |                                                      |
| 1900 | 1900                                                 |                                                      | 1 830                                                |                                                      |
| 1910 | 1910                                                 |                                                      | 1 970                                                |                                                      |
| 1920 | 1920                                                 |                                                      | 2 072                                                |                                                      |
| 1930 | 1930                                                 |                                                      | 2 018                                                |                                                      |
| 1940 | 1940                                                 |                                                      | 1 883                                                |                                                      |
| 1950 | 1950                                                 |                                                      | 1 840                                                |                                                      |
| 1960 | 1960                                                 |                                                      | 1 674                                                |                                                      |
| 1970 | 1970                                                 |                                                      | 1 468                                                |                                                      |
| 1980 | 1980                                                 |                                                      | 1 546                                                |                                                      |
| 2020 | 2020                                                 |                                                      | 1 675                                                |                                                      |
| Anm: Källa: Umeå universitet - Tabellverket 1749-1859, Demografiska databasen, CEDAR, Umeå universitet, Folkmängden per distrikt, landskap, landsdel eller riket efter kön. År 2015 - 2022. |                                                      |                                                      |                                                      |                                                      |